# شاکر جلالی
شاکر جلالی، سیاستمدار اهل افغانستان است. وی در ۸ اکتبر ۲۰۲۱ به حیث سرپرست بانک مرکزی افغانستان منصوب گردید.